# آی‌ان‌اس شیشومار (ای۴۴)

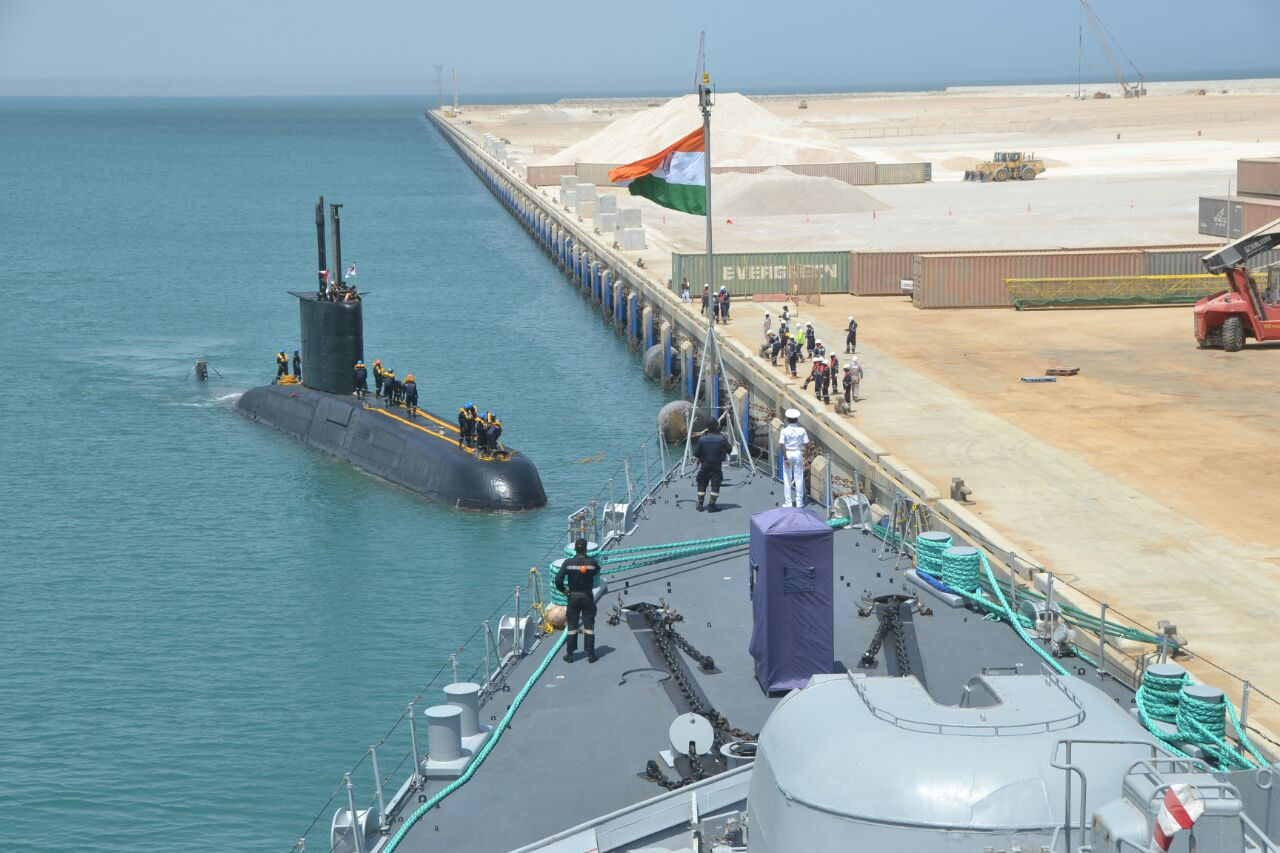
آی‌ان‌اس شیشومار (ای۴۴)

آی‌ان‌اس شیشومار (ای۴۴) (به انگلیسی: INS Shishumar (S44)) یک زیردریایی است که طول آن ۶۴٫۴ متر (۲۱۱ فوت) می‌باشد. این زیردریایی در سال ۱۹۸۴ ساخته شد.